# 朱文泉
朱文泉（しゅ ぶんせん）は中華人民共和国の軍人。中国人民解放軍南京軍区司令員。中将。

## 略歴
1961年8月中国人民解放軍に入隊、1964年5月中国共産党に入党。済南陸軍軍区の戦士、班長を務める。1964年10月、小隊長に任命。1965年8月、師団司令部作訓科参謀。1970年1月、済南軍区装甲兵司令部作戦処参謀。1974年10月、師団司令部作訓科科長となり、半年間、大隊長を代行する。1980年3月、連隊長。1980年9月から1982年7月まで解放軍軍事学院完成班で学ぶ。
1982年8月、戦車第2師団参謀長。1983年4月、戦車第2師団副師団長。1988年4月、戦車第2師団長。1992年3月。第12集団軍参謀長。1993年2月、第12集団軍副軍長。1993年9月から11月まで国防大学進修系で学ぶ。
1994年2月、第1集団軍軍長となり、少将に昇進。1996年9月から12月まで国防大学国防研究系で学ぶ。1999年4月、南京軍区参謀長、軍区党委常委。1998年8月〜2000年12月、中共中央党校経済管理専業函授、2000年3月〜7月、国防大学正軍職以上幹部培訓班で学ぶ。2000年7月、中将。2002年10月から2007年まで南京軍区司令員、軍区党委副書記。2008年3月、十一届全国人大教育科学文化衛生委員。
中共第十六届中央候補委員、十一届全国人大常委会委員。